# Otsuji Hidehisa
Otsuji Hidehisa (尾辻 秀久) (sinh ngày 2 tháng 10 năm 1940) là chính khách người Nhật Bản. Trước đây, ông từng giữ chức vụ Phó Nghị trưởng Tham Nghị viện Nhật Bản và Bộ trưởng Y tế, Lao động và Phúc lợi, Tháng 8 năm 2022, ông là Nghị trưởng Tham Nghị viện Nhật Bản kể từ ngày 3 tháng 8 năm 2022 đến ngày 11 tháng 11 năm 2024.